# Clark Wissler
Clark Wissler (18 de septiembre de 1870 - 25 de agosto de 1947) fue un importante antropólogo estadounidense cuyas teorías de área cultural, patrón cultural, patrón cultural universal y de edad y área de distribución de rasgos culturales aún están vigentes. No obstante, sus contribuciones han sido pasadas por alto y es raramente citado por su contribución teórica. Sus aportes fueron influenciados por su mentor, el psicólogo James McKeen Cattell, y en lo teórico tenía notorias diferencias con la perspectiva de Franz Boas.
Wissler se graduó en psicología en 1897 y obtuvo un master en 1899, ambos en la Universidad de Indiana. Su doctorado lo obtuvo en 1901 en la Universidad de Columbia. Fue profesor de psicología en la Universidad Estatal de Ohio. En 1902 entró como asistente en etnología en el American Museum of Natural History y permaneció hasta 1942. Fue también profesor en la Universidad de Columbia (1903–1909) e investigador en el área de psicología (1924–1931) y profesor de antropología (1931–1940) en la Universidad de Yale.
Fue el primer antropólogo estadounidense en proponer una definición de Cultura, entre uno de cuyos aspectos más notables es el considerar cultural todo aquello que se puede aprender. Desarrolló el abordaje de área de cultura para estudiar las comunidades nativas de América, haciendo un análisis comparativo y examinando el cambio cultural. El concepto de área de cultura consistía en que las culturas podrían ser agrupadas sobre la base del grado en que compartían rasgos culturales comunes.
Los aportes de Wissler han generado controversia acerca de su naturaleza. Mientras algunos investigadores sostienen que sus aportes han sido menospreciados, otros lo acusan de racismo, tomando como evidencia su libro Man and Culture (1923).
Los archivos y papeles de Clark Wissler se encuentran en la Universidad de Ball State en Muncie, Indiana.

## Obras
- (1923) Man and Culture.
- (1929) An introduction to social anthropology. New York: H. Holt and Company.
- (1957) The American indian: An introduction to the anthropology of the new world. Gloucester, MA: P. Smith.
- (1989) Indians of the United States. New York: Anchor Books. [Hay trad. cast. Los indios de los Estados Unidos, Buenos Aires, Paidos]